# Drugi człowiek
Drugi człowiek – polski film obyczajowy z 1961 roku na podstawie powieści Zimowe kwiaty Kazimierza Koźniewskiego.
Plenery: Kraków, Nowa Huta, Sopot.

## Główne role
- Jan Machulski - Karol Borowski
- Wanda Koczeska - Elżbieta
- Irena Kwiatkowska - Gorzycka, sąsiadka Elżbiety
- Teresa Tuszyńska - Krystyna, właścicielka zakładu rzemieślniczego w Sopocie
- Barbara Wrzesińska - Iza, koleżanka Elżbiety
- Henryk Bąk - Lubański, inżynier w Nowej Hucie
- Wacław Kowalski - rzemieślnik Zygmunt Filarski
- Zdzisław Mrożewski - docent Maczewski
- Józef Nowak - Tadeusz Zieleńczyk, majster w Nowej Hucie
- Andrzej Szczepkowski - malarz Marian Wolski

## Opis fabuły
Kraków. Nocnym tramwajem jedzie Karol, który wyszedł z więzienia, w którym siedział za spowodowanie śmiertelnego wypadku. Staje w obronie Elżbiety, kobiety zaczepionej przez chuliganów i odprowadza ją do domu. Spotyka ją następnego dnia w Muzeum Narodowym w Sukiennicach, gdzie pracuje ona jako konserwator dzieł sztuki. Związuje się z nią, ale nie może znaleźć pracy. Udaje przed nią, że wszystko jest w porządku. Parę dni później poznaje Filarskiego, który proponuje mu zlecenie.